# Tentative d'assassinat de Cristina Fernández de Kirchner
La tentative d'assassinat de Cristina Fernández de Kirchner a lieu le 1er septembre 2022 dans le quartier de Recoleta, à Buenos Aires (Argentine). Un homme vise la vice-présidente de la Nation argentine avec une arme de poing chargée de munitions, mais ne parvient pas à faire feu. L'agresseur est arrêté immédiatement par le personnel de sécurité de la victime et des membres de la police fédérale (es).

## Contexte
La semaine avant les faits, les environs du domicile de la vice-présidente sont occupés par de nombreux sympathisants en réponse à la présence préalable d'opposants rassemblés pour protester contre une affaire de corruption liée à Lázaro Báez le 22 août.
La veille de l'attentat, la police arrête un homme brandissant une clef anglaise.
Deux jours avant l'attentat, un juge ordonne que la police de Buenos Aires cesse les opérations de protection au domicile de la vice-présidente, décision que le chef de gouvernement de la ville, Horace Rodriguez Larreta, ne suit pas. Le juge ordonne que ce soit les forces fédérales qui se chargent de la protection de la vice-présidente, c'est-à-dire la police fédérale, la gendarmerie ou les forces armées.

## Déroulement
Le 1er septembre 2022 à 20 h 50 heure locale, Cristina Fernández de Kirchner, vice-présidente de la Nation argentine, arrive à son domicile dans le quartier de Recoleta, à Buenos Aires (Argentine),, après avoir présidé une séance du Sénat.
Alors qu'elle dédicace des exemplaires de son livre Sincèrement devant son domicile, un homme se place à moins d'un mètre d'elle et approche de sa tête le canon d'un pistolet Bersa dont le numéro de série s'avèrera illisible,, chargé de cinq munitions. Il actionne par deux fois la queue de détente, mais aucun coup de feu ne part,. La candidate esquisse un mouvement de défense de la main, puis est aussitôt mise à l'abri.
Des sympathisants de la vice-présidente se rassemblent immédiatement sur le lieu des faits pour chanter en son hommage.

## Conséquences
Le tireur s'enfuit mais il est arrêté immédiatement par le personnel de sécurité et des policiers, puis emmené à un poste de police où il est interrogé. Les membres de la police scientifique argentine poursuivent l'enquête sur les lieux de l'agression,. La compagne de l'attaquant présumé est interpelée et placée en garde à vue, selon des sources judiciaires citées par plusieurs médias argentins, dont l'agence officielle Telam,.
Une juge d'instruction, María Eugenia Capuchetti, est désignée, ainsi qu'un procureur, Carlos Rívolo. L'avocat de Cristina Fernández de Kirchner annonce qu'une plainte serait déposée lundi au nom de Mme Kirchner. Il déclare également que l'assaillant « n'a pas agi seul ».

## L'attaquant présumé
L'auteur présumé de l'attaque est Fernando Andrés Sabag Montiel, surnommé « Tedi », âgé de 35 ans. Il est né au Brésil, de père chilien et de mère argentine, et habite en Argentine depuis 1993,,. Il habite dans le quartier de Villa del Parque et a des antécédents judiciaires pour le port illicite d'arme blanche en 2021. Sur les photographies du suspect diffusées par la presse, on peut voir sur son bras un tatouage de soleil noir, symbole néofasciste,,,. Sur des vidéos diffusées sur les réseaux sociaux, l'agresseur apparaît sur la chaîne Chronique TV, en direct, proférant des insultes à l'égard de personnalités politiques du kirchnérisme. Amateur de death metal, il attend régulièrement des musiciens connus à la sortie de leurs hôtels. Il aurait notamment approché Taylor Hawkins, de Foo Fighters, une semaine avant sa mort et déclaré plus tard « Je me sens comme la Faucheuse pour rencontrer quelqu'un avant sa mort ».

## Réactions

### En Argentine
- Alberto Fernández condamne vivement les faits, parlant d'« un fait grave » et il demande que justice soit faite sur l'affaire. Le président s'adresse au pays sur la chaîne nationale et il déclare le vendredi 2 comme jour férié pour que la population puisse manifester « pour la démocratie et en solidarité avec notre vice-présidente »[21],[22]. La marche rassemble des dizaines de milliers de personnes.
- Mauricio Macri, ancien président, condamne l'acte en le qualifiant de « très grave », et en exigeant un « éclaircissement immédiat et profond de la part de la justice et des forces de sécurité »[23].
- La Centrale des travailleurs d'Argentine appelle à une grève nationale contre la tentative d'assassinat[24].
- Patricia Bullrich, présidente du parti Proposition républicaine (PRO) pour sa part qualifie la tentative d'assassinat comme un « acte de violence individuelle » et la décision du président Fernández de décréter un jour férié comme un « coup politique » et comme une occasion de mobiliser ses militants[25].
- Le gouvernement de Mendoza exprime ses réserves sur le jour férié décrété par le président Fernández, déclarant que « travailler normalement est la meilleure façon de condamner n'importe quelle expression de violence et de soutien à la paix sociale »[26].

### Dans le monde
- Bolivie : l'ancien président, Evo Morales, condamne la « lâche tentative d'assassinat » sur Fernández, « La Patria Grande est avec vous, ma sœur », écrit-il sur le réseau social Twitter[27].
- Brésil : Luiz Inácio Lula da Silva, ancien président et candidat à la présidence, exprime sa solidarité en décrivant l'agresseur comme un « criminel fasciste qui ne sait pas respecter le pluralisme et la diversité »[28].
- Chili : le président, Gabriel Boric, déclare que la tentative d'attentat « mérite le rejet et la condamnation de tout le continent » et exprime sa solidarité[29],[30].
- Espagne : Pedro Sánchez, président du gouvernement, condamne l'attaque avec ces mots : « Mon affection et ma solidarité, Cristina Fernández de Kirchner. Notre condamnation retentissante de cette tentative d'assassinat et notre soutien à la vice-présidente Cristina Fernández et à l'ensemble de l'Argentine. La haine et la violence ne vaincront jamais la démocratie[31]. » La vice-présidente du gouvernement, Yolanda Díaz, se prononce également contre la violence ; « Toute ma solidarité avec Cristina Fernández, la vice-présidente de l'Argentine, pour la tentative d'assassinat qu'elle a subie. Ma solidarité également avec le gouvernement et le peuple argentins. Je suis convaincu qu'il saura avancer dans la paix et le dialogue. L'Espagne vous tient dans ses bras[32]. »
- États-Unis : l'ambassadeur en Argentine, Marc Stanley, condamne l'attaque et publie un micromessage sur un réseau social : « Nous sommes soulagés de savoir que la vice-présidente Cristina Fernández de Kirchner va bien. Les États-Unis se joignent à l'Argentine et à tous les peuples pacifiques pour rejeter partout la violence, l'extrémisme et la haine[33]. »
- Mexique : Marcelo Ebrard, ministre des Affaires étrangères, condamne les faits au nom de son gouvernement[34].
- Pérou : le président, Pedro Castillo, condamne l'attaque et exprime sa solidarité avec la vice-présidente et avec le peuple argentin[35].
- Vatican : le pape François téléphone à Cristina Kirchner et lui envoie un télégramme avec le message suivant : « Je prie pour que l'harmonie sociale et le respect des valeurs démocratiques prévalent toujours dans la chère Argentine »[36].